# Угрюмов Микола Степанович
Микола Степанович Угрюмов (* 18 серпня 1902, Путивль — † 2 лютого 1982) — радянський воєначальник, генерал-майор, Герой Радянського Союзу (1940).

## Життєпис
У Червоній армії з 1923, в 1926 закінчив Ленінградську піхотну школу.
Командиром батальйону, в званні капітана, брав участь у радянсько-фінській війні 1939–1940 рр. Відзначився при взятті станції Терійокі, при форсуванні річки Бистрой, біля села Сарвелай, при взятті висоти 34,8. 18.01.1940 р. М. С. Угрюмова призначили командиром 252-го стрілецького полку. 11.02.1940 р. частини Червоної армії прорвали лінію Маннергейма, а 252-го полк взяв порт Іно.
15.02.1940 р. М. С. Угрюмову присвоєно звання Героя Радянського Союзу.
З початку радянсько — німецької війни командував дивізією на Лузькому рубежі. В 1942 р. закінчив академію Генерального штабу. Воював на Ленінградському фронті, де командував 2-ю дивізією народного ополчення. Пізніше на Південному фронті, в складі 2 гвардійської армії 4 Українського фронту, командував 33 гвардійською Севастопольською дивізією.
Генерал-майор М. С. Угрюмов після війни очолював військову кафедру Горьківського інституту, з 1961 р. — у відставці.

## Нагороди та відзнаки
- два ордена Леніна
- чотири ордена Червоного Прапора
- орден Суворова
- орден Кутузова
- орден Вітчизняної війни
- орден «Хоробрий солдат» (Польща)
- звання «Почесний громадянин міста Скадовська» (1974)